# Camp d'Esports de Lleida
El Camp d'Esports de Lleida és una zona esportiva de la ciutat de Lleida que acull un estadi de futbol que fou llar de la històrica UE Lleida i actualment ocupa el club de futbol Lleida Esportiu. Hi disputen partits també l'AEM femení i l'Atlètic Lleida.
L'espai inclou un segon camp reglamentari de futbol destinat habitualment a entrenaments, un velòdrom, una pista d'Hockey sobre patins i un gimnàs de concessió municipal. L' estadi té capacitat per a 15.000 espectadors. És una obra inclosa a l'Inventari del Patrimoni Arquitectònic de Catalunya, i és l'estadi més antic de Catalunya.
La zona esportiva dona nom al barri lleidatà del mateix nom.
El desenvolupament dels esports moderns s'inicià a Lleida a principis del Segle XX amb el ciclisme, si bé l'any 1890 ja era corrent l'ús del velocípede. El 1920 hom construí el velòdrom del Camp d'Esports de Joventut Republicana i la piscina, que fou la primera construïda a Lleida.

## Descripció
Mitjançant elements neoclàssics, tancava espais oberts i els donava un cert ambient. La porta d'accés, la piscina i el camp d'hockey foren dits espais, dels quals la piscina fou el més aconseguit i tal vegada és d'inspiració centreeuropea.
El camp d'esports albergà diferents ens com ara la delegació dels Serveis Territorials d'esports de la Generalitat de Catalunya, però de les construccions originals només resten en l'actualitat el velòdrom, la pista d'hockey i la porta d'accés al conjunt per l'Avinguda Alcalde Rovira Roure, tot i que ha perdut la seva funció original. El camp de futbol s'ha anat reformant progressivament des de la dècada de 1940. La reforma més gran va ser la de 1993, quan l'equip de futbol de la ciutat va ascendir a primera divisió. Pel que fa a les piscines, van ser enderrocades i en el seu lloc s'hi construïren unes noves instal·lacions esportives.

## Història

### Futbol

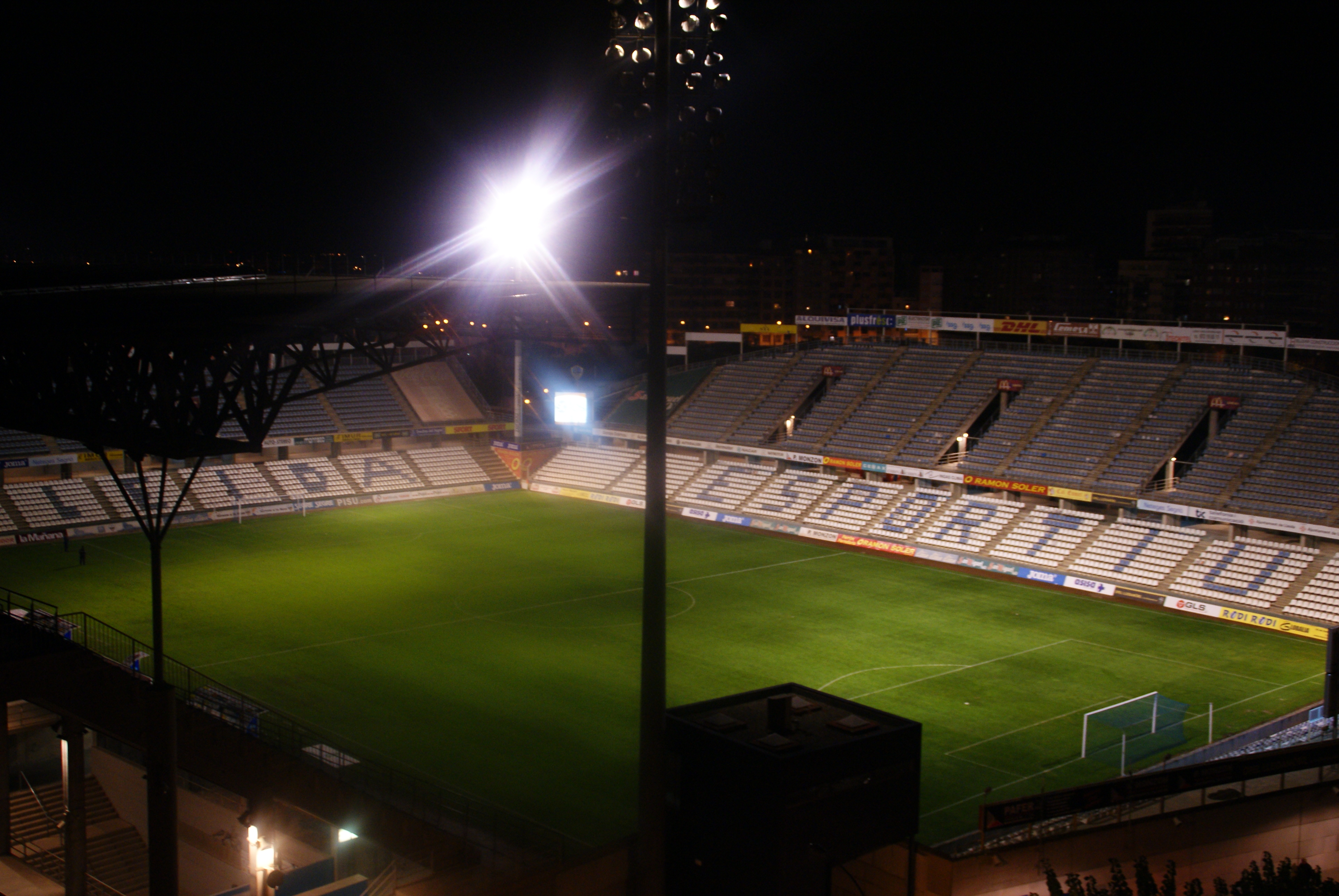
Camp d'Esports des d'un dels edificis de Fleming

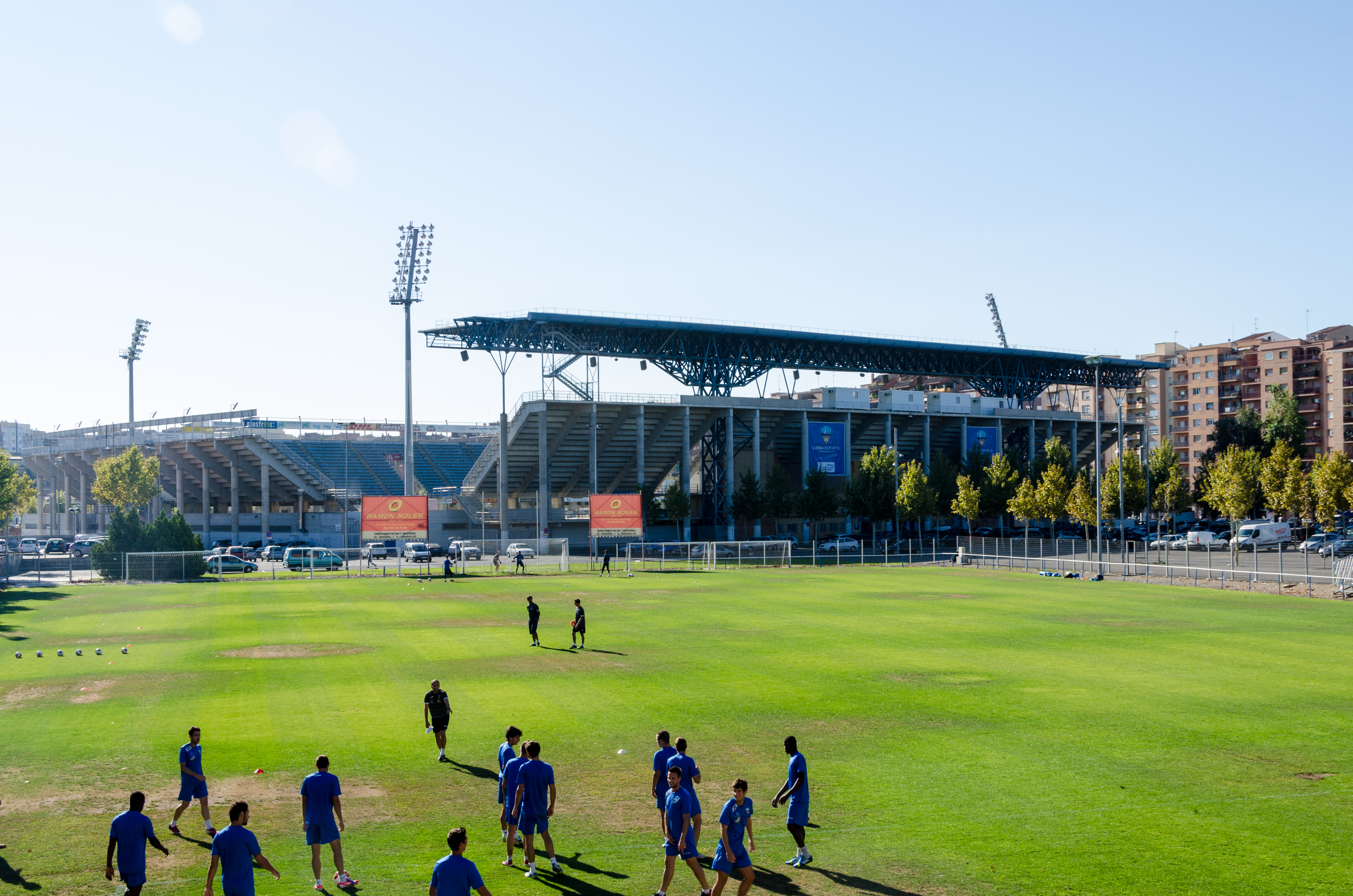
Camp de futbol secundari

El dia 1 de gener de 1919 es va inaugurar de forma oficial el complex esportiu denominat "Camp d'Esports", segons alguns cronistes de l'època "el millor parc esportiu d'Espanya", en el qual es trobava el camp de futbol que utilitzava el Joventut FC, l'equip de futbol de la Joventut Republicana de Lleida, promotora d'aquest equipament esportiu mitjançant els esforços conjunts del seu fundador Alfred Perenya i de l'alcalde d'aleshores Humbert Torres.
L'equip, justament tres dies abans de la posada de llarg del recinte, ja havia disputat el primer partit davant el Cervera. El "Camp d'Esports" es va començar a construir l'any 1918 i va ser dissenyat per l'arquitecte lleidatà, establert a Barcelona, Adolf Florensa.
A més de futbol, en el complex s'han practicat els següents esports: atletisme, handbol, natació, tennis, bàsquet, voleibol, hoquei, patinatge, ciclisme, motociclisme, gimnàstica, boxa, lluita lliure, pilota, tir i futbol sala. En 1920 va arribar l'homologació per al camp de futbol, si bé cal tenir en compte que les seves dimensions eren inferiors a les actuals atès que unes pistes d'atletisme l'envoltaven.
Després de la desaparició de Joventut FC, va ser el FC Lleida l'equip que va passar a disputar els seus partits en el Camp d'Esports. Altres equips com el C.I. Lleida, O.S. Calaveres, C.D. Joventut, C.D. Lleidatà i Lleida Balompié també ho van fer en etapes posteriors. Després de la fusió dels dos últims conjunts el 1947, que va donar origen a l'actual UE Lleida, el recinte futbolístic va iniciar un període de reformes que va culminar l'any 1994 amb l'actual instal·lació. Després de la desaparició de la Unió, l'equip que jugà al Camp d'Esports és el Lleida Esportiu.
La temporada 2025-2026, atès el descens administratiu del FC Lleida a Tercera RFEF, l'espai va passar a acollir partits de tres equips diferents: a més dels del Lleida CF, titular dels drets de l'estadi gràcies al conveni amb la Paeria, també s'hi disputarien els partits com a local de l'Atlètic Lleida, de Segona RFEF, i de l'AEM, de la Segona Divisió del futbol femení espanyol.

### Tennis
Pel que fa al tennis, les tres pistes inaugurades conjuntament amb la resta d'instal·lacions inspiraren el 1925 la fundació Club Tennis Lleida, que les ocupà fins a l'any 1962. El 1968, el nou Club Tennis Urgell prengué el relleu de les instal·lacions ampliant-les notablement. La seva escola de tennis ha donat a l'esport català noms com els d'Albert Costa, Conchita Martínez, Neus Ávila i Bonastre o Anna Maria Segura. El club fou expulsat del camp d'esports amb forta polèmica quan les instal·lacions passaren a propietat municipal l'any 1986, i es traslladà a la seva seu actual a la partida lleidatana de Balàfia.

## Dates importants
- 1918: Inici de les obres de construcció del recinte.
- 1919: Inauguració oficial l'1 de gener.
- 1920: Homologació del terreny de joc i les pistes de Tennis.
- 1925: Creació del Club Tennis Lleida.
- 1941: Reconstrucció després de la guerra civil.
- 1945: Primera sembra de gespa.
- 1947: Sembrada i ampliació de dimensions del terreny de joc.
- 1949: Construcció de la primera graderia de gol nord (enderrocada l'any 1993).
- 1950: Construcció de la graderia de general amb el debut a primera divisió.
- 1961: Construcció de la graderia de tribuna.
- 1962: Col·locació de la volada de tribuna. El Club Tennis Lleida abandona les instal·lacions del Camp d'Esports.
- 1963: Llum artificial i drenatge.
- 1967: Construcció de la graderia de gol sud.
- 1968: Instal·lació del Club Tennis Urgell.
- 1977: Tanques, local social, gimnàs, sauna i nous vestidors.
- 1986: Polèmica expulsió del Club Tennis Urgell i requalificació urbanística de part dels terrenys.
- 1987: Nova il·luminació artificial.
- 1988: Cabines de ràdio/premsa i vestidors per a futbol base.
- 1989: Nova gespa i drenatge.
- 1992: Ampliació dels vestidors.
- 1993: Inici de la gran reforma amb l'ascens a primera divisió. S'enderroca el gol nord i el lateral, s'amplia la tribuna i es delimiten les localitats amb seients. Durant l'estiu es construeix el nou lateral i la tribuna amb nova volada.
- 1994: Final de la reforma amb el nou gol nord i retirada de les tanques que envoltaven el terreny de joc.
- 2016: Substitució de la gespa de 1989, el drenatge, el sistema de reg i la canalització d'aigües.
- 2019: Commemoració del centenari de les instal·lacions.